# June (nome)
June  è un nome proprio di persona inglese femminile.

## Varianti
- Femminili: Juna[1]
  - Alterati: Junie[1]

### Varianti in altre lingue
- Hawaiiano: Iune[4]
- Norvegese: Juni[2]
- Svedese: Juni[2]

## Origine e diffusione
Riprende il nome inglese del mese di giugno; etimologicamente, "June" (così come l'italiano "giugno") risale al latino Iunius [mensis], probabilmente una forma contratta di Iunonius, ovverosia "sacro a Giunone". Giunone era la dea romana del matrimonio e del parto, alla quale fa riferimento anche il nome italiano Giunio.
L'uso di June come nome proprio risale al XIX secolo, ed è analogo a quello di altri mesi adottati come prenomi, quali April e May.

## Onomastico
Il nome è adespota, cioè non è portato da alcuna santa; l'onomastico si può festeggiare il 1º novembre, giorno di Ognissanti.

## Persone
- June Allyson, attrice statunitense

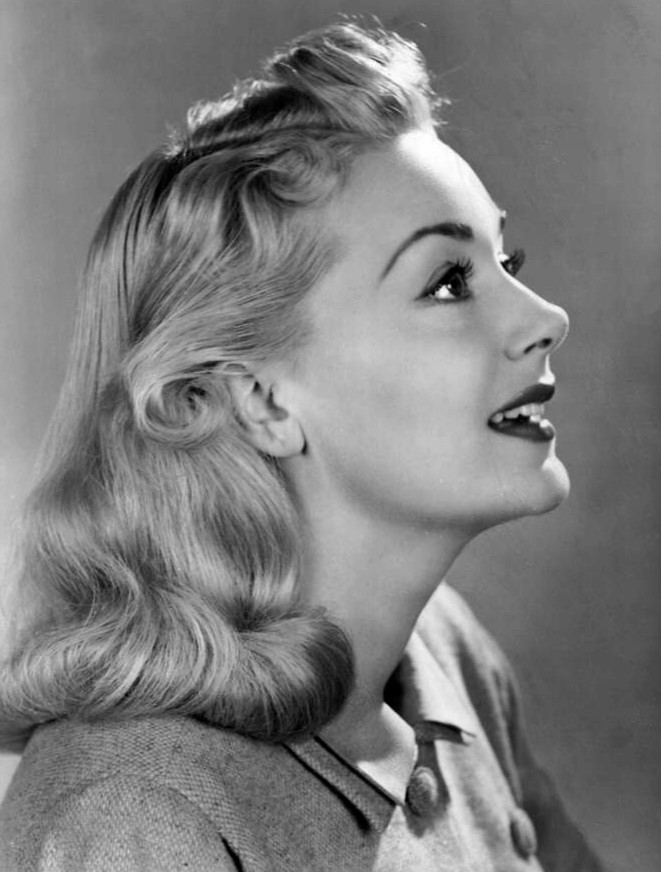
June Havoc

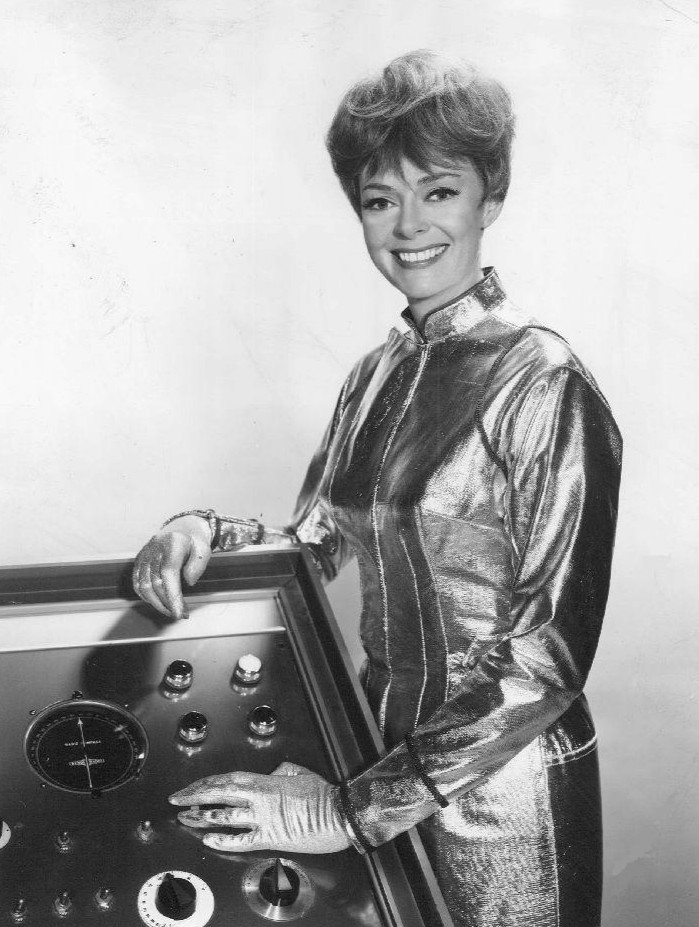
June Lockhart

- June Anderson, soprano statunitense
- June Carter Cash, cantante, cantautrice, attrice e comedian statunitense
- June Clyde, attrice, cantante e ballerina statunitense
- June Foray, doppiatrice statunitense
- June Haver, attrice statunitense
- June Havoc, attrice statunitense
- June Lockhart, attrice statunitense
- June Mansfield, danzatrice statunitense
- June Mathis, sceneggiatrice e montatrice statunitense
- June Squibb, attrice statunitense
- June Tabor, cantante britannica
- June Travis, attrice statunitense

## Il nome nelle arti
- June è il nome inglese di Evy, personaggio della banda Disney.
- June del Camaleonte è un nome originale di Nemes, personaggio de I Cavalieri dello zodiaco.
- June Moone è il vero nome di Incantatrice, personaggio DC Comics della serie a fumetti del 1996 Strange Adventures.